# Juan de Rojas y Asúa
Juan de Rojas y Asúa, O. de M. (1622 – 25 de novembro de 1685) foi um prelado católico romano que serviu como bispo da Nicarágua (1683–1685).

## Biografia
Em 1644, Juan de Rojas y Asúa foi ordenado sacerdote da Ordem da Bem-Aventurada Virgem Maria da Misericórdia. A 14 de dezembro de 1682, foi escolhido pelo rei da Espanha e confirmado a 8 de março de 1683 pelo Papa Inocêncio XI como Bispo da Nicarágua. No dia 10 de abril de 1683 foi consagrado bispo e em janeiro de 1684 foi empossado bispo. Serviu como Bispo da Nicarágua até à sua morte a 25 de novembro de 1685 em Metapa, na Nicarágua, durante uma visita pastoral.